# بروکتال
بروکتال (به آلمانی: Brücktal) یک شهر در آلمان است که در فولکانایفل واقع شده‌است. بروکتال ۹۶ نفر جمعیت دارد.